# Ego Kill Talent
Ego Kill Talent ist eine brasilianische Alternative-Rock-Band aus São Paulo. Der Bandname ist eine Abkürzung der Redewendung Too Much Ego Will Kill Your Talent (englisch für „Zuviel Ego wird dein Talent töten“).

## Geschichte
Die Band wurde im Dezember 2014 gegründet. Die Mitglieder waren zuvor in Bands wie Udora, Reação em Cadeia oder Sayowa aktiv. Bekanntestes Mitglied ist der Schlagzeuger Jean Dolabella, der von 2006 bis 2011 bei Sepultura spielte. Im November 2015 erschien die erste EP Sublimated, die in den Family Mob Studios aufgenommen wurde. Das Studio wurde von Dolobella und seinem Bandkollegen Estevam Romera gegründet. Mitte 2016 erschien die zweite EP Still Here. Nach einigen Festivalauftritten verließ Estevam Romera die Band und wurde durch Niper Boaventura ersetzt.
Am 20. Januar 2017 veröffentlichte die Band ihr selbst betiteltes Debütalbum, das von Steve Evetts produziert und gemischt wurde. Es folgten diverse weitere EPs und Live-Singles, ehe Ego Kill Talent erstmals in Europa spielten. Neben eigenen Shows spielte die Band im Vorprogramm von System of a Down, Within Temptation und Shinedown. 2018 eröffnete Ego Kill Talent die Brasilien-Tournee der Foo Fighters und Queens of the Stone Age. Im Sommer spielte die Band auf europäischen Festivals wie dem Download, Nova Rock, Graspop Metal Meeting sowie Rock am Ring und Rock im Park.
Im Oktober 2019 wurde Ego Kill Talent von BMG Rights Management unter Vertrag genommen. Daraufhin reiste die Band in die 606 Studios, um ihr zweites Studioalbum The Dance Between Extremes aufzunehmen. Als Gastmusiker treten John Dolmayan (System of a Down), Roy Mayorga (Stone Sour) sowie der Skateboarder Bob Burnquist auf. Ursprünglich sollte das Album im Mai 2019 erscheinen, was wegen der COVID-19-Pandemie jedoch verworfen wurde. Stattdessen wurden das Album in drei EPs aufgeteilt. Die erste EP The Dance erschien am 19. Juni 2020, die zweite EP The Dance Between folgte am 4. Dezember 2020. Die dritte EP The Dance Between Extremes schloss am 19. März 2021 die Reihe ab.

## Stil
James Christopher Monger vom Onlinemagazin Allmusic beschrieb die Musik von Ego Kill Talent als Mischung aus harten, modernen Rock und Pop mit beachtlichen instrumentalen Fähigkeiten. Theo van der Loo beschreibt die Musik seiner Band als ehrliche Rockmusik, kein Metal und kein Stoner Rock. Im Bezug auf die Melodien hat die Band auch brasilianische Einflüsse. Eine Besonderheit der Band ist es, dass die Musiker abgesehen vom Sänger Jonathan Correa während der Konzerte ihre Instrumente tauschen.

## Diskografie

### Alben
- 2017: Ego Kill Talent

### EPs
- 2015: Sublimated
- 2016: Still Here
- 2017: My Own Deceiver
- 2018: Live in Europe 2017
- 2020: The Dance
- 2020: The Dance Between
- 2021: The Dance Between Extremes

### Singles
- 2017: Collision Course (mit Far from Alaska)
- 2017: We All (Acoustic Version)
- 2017: Sublimated - Live at Arènes de Nîmes
- 2017: Still Here - Live at Arènes de Nîmes
- 2017: Last Ride - Live at Arènes de Nîmes
- 2018: We All / The Searcher - Live at Melkweg
- 2018: Just to Call You Mine - Live at Melkweg
- 2018: My Own Deceiver - Live at Arènes de Nîmes
- 2018: Diamonds and Landmines
- 2020: Now!
- 2020: Lifeporn
- 2020: Deliverance

### Musikvideos
- 2015: The Searcher
- 2016: Same Old Story
- 2017: Sublimated
- 2017: Last Ride
- 2018: My Own Deceiver
- 2018: Diamonds and Landmines
- 2020: Now!
- 2020: Lifeporn
- 2020: The Call
- 2021: Deliverance